# Reynoldsia verrucosa
Reynoldsia verrucosa là một loài thực vật có hoa trong Họ Cuồng cuồng. Loài này được Seem. miêu tả khoa học đầu tiên năm 1864.